# Lamelliformia prytanes
Lamelliformia prytanes är en fjärilsart som beskrevs av William Schaus 1892. Lamelliformia prytanes ingår i släktet Lamelliformia och familjen rotfjärilar. Inga underarter finns listade i Catalogue of Life.